# كاستيلورن
كاستيلورن (بالإنجليزية: Kastelhorn)‏ هو أحد جبال سلسلة جبال الألب ليبونتيني وجزء من القمة الأم باسودينو يقع في كانتون تيسينو، سويسرا. يبلغ ارتفاع الجبل حوالي 3128 متر، بينما يبلغ ارتفاع نتوء الجبل 32 متر.